# Margarita Grigorjewna Iwanowa

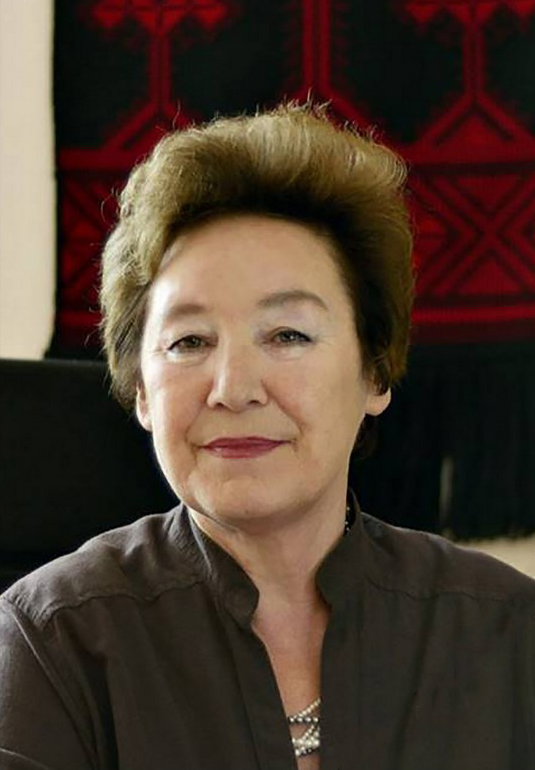
Margarita Grigorjewna Iwanowa

Margarita Grigorjewna Iwanowa (russisch Маргарита Григорьевна Иванова; * 20. November 1945 im Dorf Werchnije Kwatschi, Rajon Moschga, Udmurtische Autonome Sozialistische Sowjetrepublik (ASSR); † 12. Mai 2020) war eine sowjetische bzw. russische Historikerin und Hochschullehrerin.

## Leben
Nach dem Besuch der Pädagogik-Schule in Moschga (Abschluss 1963) studierte Iwanowa am Ischewsker Udmurtischen Pädagogik-Institut in der Historischen Fakultät mit Abschluss 1969. Es folgte die Aspirantur am Moskauer Institut für Archäologie der Akademie der Wissenschaften der UdSSR (AN-SSSR, seit 1991 Russische Akademie der Wissenschaften (RAN)) bei dem Archäologen Alexei Smirnow (Abschluss 1973).
Ab 1973 arbeitete Iwanowa im Ischewsker Institut für Geschichte, Sprache und Literatur des Ministerrats der Udmurtischen ASSR als wissenschaftliche Senior-Mitarbeiterin der Abteilung für Archäologie und Ethnographie. Ihre Dissertation über die Wirtschaft der nördlichen Udmurten von der zweiten Hälfte des 9. Jahrhunderts bis zum Anfang des 13. Jahrhunderts verteidigte sie 1975 im Institut für Archäologie mit Erfolg für die Promotion zur Kandidatin der historischen Wissenschaften. Ab 1980 leitete sie die Abteilung für Archäologie, während Ljudmila Christoljubowa die Abteilung für Ethnographie und Soziologie leitete.
Das Ischewsker Institut wurde 1988 in das Udmurtische Institut für Geschichte, Sprache und Literatur der Ural-Abteilung (UrO) der AN-SSSR umgewandelt. Von 1994 bis 2006 leitete Iwanowa dort die Aspirantur für die Fachrichtung Archäologie. 1996 verteidigte sie im Institut für Archäologie die These ihrer Dissertation über die Udmurten im Mittelalter anhand der Funde im Tschepza-Einzugsgebiet vom Ende des 1. Jahrtausends und Anfang des 2. Jahrtausends n. Chr. mit Erfolg und wurde zur Doktorin der historischen Wissenschaften promoviert. Ab 1996 war sie wissenschaftliche Sekretärin und wissenschaftliche Vizedirektorin des Ischewsker Instituts bis 2017.
Iwanowa war durch ihre Untersuchungen der mittelalterlichen Geschichte und Kultur der Finno-ugrischen Völker der UdSSR bekannt geworden. Ihr Schwerpunkt war die sozialökonomische Entwicklung der befestigten Siedlungen, insbesondere des wichtigsten Zentrums der Udmurten Idnakar an der Einmündung des Pysep in die Tschepza, 4 km von Glasow entfernt. Für die Funde aus Ausgrabungen und Bodenhorizonte wurden Datenbanken eingerichtet, die der Entwicklung eines Computermodells dienten. Iwanowa beteiligte auch Wissenschaftler anderer Fachbereiche an der Forschungsarbeit, so den Archäologen Wladimir Sawjalow, den Paläobotaniker Wiktor Tuganajew u. a. Sie berichtete auf internationalen Kongressen in Syktywkar (1985), Debrecen (1990), Oulu (1993) und Jyväskylä (1995). An ihrer zusammenfassenden Monographie über die finnisch-ugrischen Völker in der Wolga- und Ural-Region (1999) waren die Smirnow-Schülerinnen Eleonora Saweljewa und Tatjana Nikitina sowie Andrei Leontjew, Wladimir Oborin, Jewgeni Rjabinin u. a. beteiligt.
Iwanowa lehrte am Pädagogik-Institut Glasow und an der Udmurtischen Staatlichen Universität. Mit populärwissenschaftlichen Büchern in udmurtischer und russischer Sprache machte sie die eigenständige Kultur der Udmurten bekannt und förderte das udmurtische Selbstbewusstsein.

## Ehrungen, Preise
- Verdiente Wissenschaftlerin der Republik Udmurtien (1994)[3]
- Staatspreis der Republik Udmurtien (2007)[3]
- Preis der Regierung der Russischen Föderation im Bereich Kultur (2011)
- Nationalpreis im Bereich Schutz des archäologischen Erbes Russlands[3]